# Nacaome
Nacaome – miasto w południowym Hondurasie, nad rzeką Nacaome. Stolica departamentu Valle. Według Spisu Powszechnego z 2013 roku liczy 17 tys. mieszkańców. Około 15 km od miasta znajduje się Zatoka Fonseca.
Nacaome to stare miasto założone w 1535 roku, gdy dwa plemiona Cholulas i Chaparrastiques, zmęczeni walką między sobą, uznali, że najlepiej połączyć się i budować nowe domy pośrodku ich terytorium, po zachodniej stronie rzeki Chapulapa (pierwotna nazwa rzeki Nacaome). Nazwali nowe miasto Naca-Ome, co w ich dialektach oznacza „zjednoczenie dwóch ras”.